# Ктырь тонкобрюхий
Ктырь тонкобрюхий (лат. Leptogaster cylindrica) — вид двукрылых насекомых из семейства ктырей. Распространён в Европе (Австрия, Албания, Бельгия, Болгария, Великобритания, Венгрия, Германия, Дания, Испания, Италия, Нидерланды, Норвегия, Польша, Россия, Румыния, Словакия, Финляндия, Франция, Чехия, Швейцария, Швеция, Югославия), на Кавказе, в Малой Азии (Турция), а также в Северной Африке (Алжир). Длина тела имаго 11—18 мм. Охотятся на различных двукрылых, листоблошек и цикадообразных.